# Discografia dei The Corrs
Questa pagina contiene la discografia completa del gruppo The Corrs.

## Album in studio
| Anno | Album | Posizioni | Posizioni | Posizioni | Posizioni | Posizioni | Posizioni | Posizioni | Posizioni | Posizioni | Posizioni | Posizioni | Posizioni | Posizioni | Posizioni | Posizioni | Certificazioni | Vendite     |
| Anno | Album | IRL       | AUS       | AUT       | CAN       | CH        | I         | FRA       | E         | GER       | NL        | NOR       | NZL       | SWE       | UK        | US        | Certificazioni | Vendite     |
| ---- | --- | --------- | --------- | --------- | --------- | --------- | --------- | --------- | --------- | --------- | --------- | --------- | --------- | --------- | --------- | --------- | --- | ----------- |
| 1995 | Forgiven, Not Forgotten - Pubblicato: 22 settembre 1995 - Etichetta: Atlantic, 143, Lava - Formati: CD, CS | 1         | 1         | 10        | 50        | 37        | —         | 16        | 4         | —         | 38        | 12        | 1         | 16        | 2         | 131       | - IRE: 13× Platino - AUS 9× Platino - GB/NZ/D/S: 2× Platino - G/S/SV/US/CAN: 1× Oro                                                          | 5.000.000+  |
| 1997 | Talk On Corners - Pubblicato: 28 ottobre 1997 - Etichetta: Atlantic, 143, Lava - Formati: CD, CS           | 1         | 1         | 9         | 87        | 15        | 16        | 5         | 3         | 9         | 13        | 2         | 1         | 3         | 1         | 72        | - IRE: 20× Platino - GB: 9× Platino - AUS: 4× Platino - NZ/S/M/S/F/SV/D/F/IN: 2× Platino - G/S/N/THA/HK/CAN: 1× Platino - I/G/SA/USA: 4× Oro | 10.000.000+ |
| 2000 | In Blue - Pubblicato: 12 settembre 2000 - Etichetta: Atlantic, 143, Lava - Formati: CD, CS, DVD-A          | 1         | 1         | 1         | 5         | 1         | 2         | 2         | 1         | 1         | 2         | 1         | 2         | 1         | 1         | 21        | - IRL: 9× Platino - A: 4× Platino - GB: 3× Platino - IN/NZ/S/D/I/PB/S: 2× Platino - USA/CA/G/SA/FI/TH/G/M: 1× Platino - B/SL/CI/RC: 1× Oro   | 8.000.000+  |
| 2004 | Borrowed Heaven - Pubblicato: 31 maggio 2004 - Etichetta: Atlantic - Formati: CD, DD                       | 1         | 4         | 5         | 21        | 3         | 20        | 5         | 2         | 2         | 4         | 12        | 8         | 12        | 2         | 51        | - IRL/S: 1× Platino - F/G: 1× Oro - GB: 1× Argento                                                                                           | 3.000.000+  |
| 2005 | Home - Pubblicato: 26 settembre 2005 - Etichetta: Atlantic - Formati: CD, DD                               | 1         | 44        | 13        | —         | 7         | 37        | 5         | 8         | 12        | 15        | —         | 37        | 44        | 14        | —         | - IRL: 2× Platino - F: 1× Platino - GB: 1× Argento                                                                                           | 1.000.000+  |
| 2015 | White Light - Pubblicato: 27 novembre 2015 - Etichetta: East West Records - Formati: CD, DD                | 10        | 18        | 13        | —         | 7         | 74        | 25        | 25        | 11        | 17        | —         | —         | —         | 11        | —         | - GB: 1× Oro | 100.000+    |

## Album dal vivo
| Anno | Album                                                                                          | Posizioni | Posizioni | Posizioni | Posizioni | Posizioni | Posizioni | Posizioni | Posizioni | Posizioni | Posizioni | Posizioni | Posizioni | Certificazioni                                                                                             | Vendite    |
| Anno | Album                                                                                          | IRL       | AUS       | AUT       | CH        | FRA       | GER       | NL        | NOR       | NZL       | SWE       | UK        | US        | Certificazioni                                                                                             | Vendite    |
| ---- | ---------------------------------------------------------------------------------------------- | --------- | --------- | --------- | --------- | --------- | --------- | --------- | --------- | --------- | --------- | --------- | --------- | --- | ---------- |
| 1997 | The Corrs - Live - Pubblicato: 25 febbraio 1997 - Etichetta: Atlantic, 143, Lava - Formati: CD |           |           |           |           |           |           |           |           |           |           |           |           | | 250.000+   |
| 1999 | Unplugged - Pubblicato: 12 novembre 1999 - Etichetta: Atlantic, 143, Lava - Formati: CD, CS    | 1         | 14        | 1         | 3         | 5         | 6         | 3         | 4         | 17        | 30        | 7         | —         | - IRL: 8× Platino - IN/S/PB: 2× Platino - GB/A/G/S: 1× Platino - 11× Platino in altrettanti paesi - 4× Oro | 4.000.000+ |
| 2002 | The Corrs: Live in Dublin - Pubblicato: 12 marzo 2002 - Etichetta: Atlantic - Formati: CD      | 12        |           |           |           |           |           |           |           |           |           |           | 52        | | 500.000+   |

1. ↑  Pubblicato solo in Giappone.
2. ↑  Pubblicato solo in Irlanda e negli USA.

## Compilation
| Anno | Album | Posizioni | Posizioni | Posizioni | Posizioni | Posizioni | Posizioni | Posizioni | Posizioni | Posizioni | Posizioni | Posizioni | Posizioni | Posizioni | Posizioni | Posizioni | Certificazioni                                                              | Vendite    |
| Anno | Album | IRL       | AUS       | AUT       | CAN       | CH        | I         | FRA       | E         | GER       | NL        | NOR       | NZL       | SWE       | UK        | US        | Certificazioni                                                              | Vendite    |
| ---- | --- | --------- | --------- | --------- | --------- | --------- | --------- | --------- | --------- | --------- | --------- | --------- | --------- | --------- | --------- | --------- | --------------------------------------------------------------------------- | ---------- |
| 2001 | The Best of The Corrs - Pubblicato: 5 novembre 2001 - Etichetta: Atlantic, 143, Lava - Formati: CD, DD       | 1         | 2         | 7         | 20        | 6         | 14        | —         | —         | 12        | 6         | 29        | 2         | 34        | 6         | —         | - IRL: 5× Platino - AUS: 1× Platino - GB: 1× Platino - I/G/F/J/TH/C: 1× Oro | 3.000.000+ |
| 2006 | Dreams: The Ultimate Corrs Collection - Pubblicato: 20 novembre 2006 - Etichetta: Atlantic - Formati: CD, DD | 24        | —         | —         | —         | 24        | —         | 74        | 5         | —         | 71        | —         | 33        | —         | 67        | —         | - IRL: 1× Oro                                                               | 800.000+   |

## Edizioni speciali
- 1997 – Talk On Corners - Tour Edition
- 1998 – Talk On Corners - Special Edition: europe version
- 1999 – Talk On Corners - Special Edition: remix version
- 2000 – In Blue - Special Edition

## Singoli e Promo

### Singoli
| Anno | Singolo                            | Posizioni | Posizioni | Posizioni | Posizioni | Posizioni | Posizioni | Posizioni | Posizioni | Posizioni | Posizioni | Posizioni | Posizioni | Album                                 |
| Anno | Singolo                            | IRL       | AUS       | AUT       | CAN       | CH        | FRA       | GER       | NL        | NZL       | SWE       | UK        | US        | Album                                 |
| ---- | ---------------------------------- | --------- | --------- | --------- | --------- | --------- | --------- | --------- | --------- | --------- | --------- | --------- | --------- | ------------------------------------- |
| 1995 | Runaway                            | 10        | 10        | —         | 25        | —         | —         | 89        | —         | 48        | —         | 49        | 68        | Forgiven, Not Forgotten               |
| 1996 | Forgiven, Not Forgotten            | 1         | 15        | —         | 31        | —         | —         | —         | —         | —         | —         | 155       | —         | Forgiven, Not Forgotten               |
| 1996 | The Right Time                     | 3         | 44        | —         | 32        | —         | —         | 76        | —         | —         | —         | 84        | 112       | Forgiven, Not Forgotten               |
| 1996 | Love to Love You                   | —         | 25        | —         | —         | —         | —         | 87        | —         | 46        | —         | 62        | —         | Forgiven, Not Forgotten               |
| 1997 | Closer                             |           | —         |           |           |           |           |           |           | —         |           |           |           | Forgiven, Not Forgotten               |
| 1997 | Only When I Sleep                  | 10        | 34        | —         | —         | —         | —         | —         | —         | —         | —         | 58        | —         | Talk on Corners                       |
| 1997 | I Never Loved You Anyway           | —         | 31        | —         | 49        | —         | —         | —         | —         | —         | —         | 43        | —         | Talk on Corners                       |
| 1998 | What Can I Do?                     | 30        | —         | —         | —         | —         | —         | 62        | —         | —         | 27        | 53        | —         | Talk on Corners                       |
| 1998 | Dreams                             | 6         | 47        | —         | 38        | —         | 52        | 73        | 71        | —         | —         | 6         | —         | Talk on Corners                       |
| 1998 | Dreams (live)                      |           |           |           |           |           |           |           |           |           |           | —         |           | Live at the Royal Albert Hall         |
| 1998 | What Can I Do? (live)              |           |           |           |           |           |           |           |           |           |           | —         |           | Live at the Royal Albert Hall         |
| 1998 | So Young (live)                    |           |           |           |           |           |           |           |           |           |           | —         |           | Live at the Royal Albert Hall         |
| 1998 | What Can I Do? (Tin Tin Out remix) | —         | —         | —         | —         | —         | —         | —         | —         | —         | —         | 3         | —         | Talk on Corners - Special Edition     |
| 1998 | So Young (K-Klass Remix)           | 29        | —         | —         | —         | —         | 76        | 80        | 63        | —         | —         | 6         | —         | Talk on Corners - Special Edition     |
| 1999 | Runaway (Tin Tin Out Remix)        | —         | —         | —         | —         | —         | —         | —         | —         | —         | —         | 2         | —         | Talk on Corners - Special Edition     |
| 1999 | Lifting Me                         | —         |           |           |           |           |           |           | —         |           |           | —         |           | Singolo speciale per la Pepsi         |
| 1999 | Rainy Day                          |           |           |           |           |           |           |           |           |           |           |           |           | The Corrs — Live                      |
| 1999 | Radio                              | 20        | —         | —         |           | 52        | —         | 64        | 57        | 19        | —         | 18        |           | Unplugged                             |
| 2000 | Old Town (this boy is cracking up) |           |           |           |           |           |           |           | 63        |           |           |           |           | Unplugged                             |
| 2000 | At Your Side                       |           |           |           |           |           |           |           | —         |           |           |           |           | In Blue                               |
| 2000 | Breathless                         | 1         | 7         | 10        | —         | 15        | 26        | 19        | 17        | 3         | 5         | 1         | 34        | In Blue                               |
| 2000 | Irresistible                       | 30        | 27        | —         | —         | 47        | 39        | 68        | 79        | 8         | 37        | 20        | —         | In Blue                               |
| 2001 | Give Me a Reason                   | —         | 68        | —         | —         | 53        | —         | 100       | 81        | 13        | —         | 27        | —         | In Blue                               |
| 2001 | Would You Be Happier?              | 26        | 47        | —         | —         | 36        | 61        | 81        | 39        | 10        | 58        | 14        | —         | The Best of The Corrs                 |
| 2001 | All the Love in the World          |           | —         |           |           |           |           |           |           | —         |           |           |           | The Best of The Corrs                 |
| 2004 | Summer Sunshine                    | 12        | 13        | 42        | —         | 32        | —         | 49        | 20        | 30        | —         | 6         | —         | Borrowed Heaven                       |
| 2004 | Angel                              | 19        | —         | 75        | —         | 53        | —         | 84        | 73        | 36        | —         | 16        | —         | Borrowed Heaven                       |
| 2004 | Long Night                         | 31        | —         | 48        | —         | —         | —         | 40        | —         | 36        | —         | 31        | —         | Borrowed Heaven                       |
| 2005 | Moorlough Shore                    | —         | —         | —         | —         | —         | —         | —         | —         | —         | —         | —         | —         | Home                                  |
| 2005 | Heart Like a Wheel/Old Town        | 49        | —         | —         | —         | —         | —         | —         | —         | —         | —         | 68        | —         | Home                                  |
| 2006 | Goodbye (2006 remix)               | —         | —         | —         | —         | —         | —         | —         | —         | —         | —         | 108       | —         | Dreams: The Ultimate Corrs Collection |
| 2007 | When The Stars Go Blue             |           |           |           |           |           |           |           |           |           |           |           |           | Dreams: The Ultimate Corrs Collection |
| 2015 | Bring On The Night                 | —         | —         | —         | —         | —         | —         | —         | —         | —         | —         | —         | —         | White Light                           |
| 2016 | I Do What I Like                   | —         | —         | —         | —         | —         | —         | —         | —         | —         | —         | —         | —         | White Light                           |

1. ↑  Pubblicato solo in Australia e Nuova Zelanda.
2. 1 2 3  Pubblicato solo in Gran Bretagna.
3. ↑  Pubblicato solo in Irlanda, Gran Bretagna e Paesi Bassi.
4. ↑  Pubblicato solo a Singapore.
5. ↑  Pubblicato solo negli Stati Uniti d'America.
6. ↑  Pubblicato solo a Singapore, Paesi Bassi e Belgio.
7. ↑  Pubblicato solo in Germania.
8. ↑  Pubblicato solo in Europa, Giappone e America Settentrionale.
9. 1 2  Pubblicato solo su iTunes.
10. ↑  Pubblicato solo in Spagna.

### Singoli promozionali
Di seguito l'elenco dei singoli promozionali non destinati al mercato delle vendite:
- 1996 – Heaven Knows (promo per Forgiven, Not Forgotten per il mercato giapponese)
- 1997 – Leave Me Alone (promo per Forgiven, Not Forgotten)
- 1998 – I Never Loved You Anyway – Remix version (promo per Talk On Corners per il mercato americano)
- 1998 – Dreams - Tee's Radio (promo per Talk On Corners per il mercato americano)
- 1999 – When He's Not Around (promo per Talk On Corners per il mercato spagnolo)
- 1999 – No Good For Me (promo per Talk On Corners per il mercato tedesco)
- 1999 – Only When I Sleep (promo per Unplugged per il mercato francese)
- 2001 – Una Noche (promo per El Alma Al Aire - Ediciòn Especial per il mercato spagnolo e messicano)

## Bonus track
Lista delle canzoni inserite nelle versioni estere e nelle versioni speciali dei Corrs:
- 1995 – Somebody Else's Boyfriend: inserita nella versione giapponese di Forgiven, Not Forgotten.
- 1999 – Remembar: inserita nella versione giapponese di Talk On Corners.
- 1999 – What I Know: inserita nella versione giapponese di Talk On Corners.
- 1999 – What Can I Do? (Tin Tin Out Remix): inserita nell'edizione speciale di Talk On Corners.
- 1999 – So Young (K-Klass Remix): inserita nell'edizione speciale di Talk On Corners.
- 1999 – Dreams (Tee's Radio Mix): inserita nell'edizione speciale di Talk On Corners.
- 1999 – Runaway (Tin Tin Out Remix): inserita nell'edizione speciale di Talk On Corners.
- 1999 – I Never Loved You Anyway (Remix): inserita nell'edizione speciale di Talk On Corners.
- 1999 – Dreams: inserita nella versione giapponese di Unplugged.
- 1999 – At Your Side (Remix version): inserita nella versione tedesca di Unplugged.
- 2000 – Somebody For Someone (Acoustic version): inserita nell'edizione speciale di In Blue.
- 2000 – No Mory Cry (Acoustic version): inserita nell'edizione speciale di In Blue.
- 2000 – Radio (Acoustic version): inserita nell'edizione speciale di In Blue.
- 2000 – At Your Side (Acoustic version): inserita nell'edizione speciale di In Blue.
- 2000 – Love in the Milky Way: inserita nell'edizione speciale di In Blue.
- 2000 – Looking in the Eyes of Love: inserita nell'edizione speciale di In Blue.
- 2000 – Haste to the Wedding: inserita nell'edizione speciale di In Blue.
- 2004 – Miracle: inserita nella versione giapponese di Borrowed Heaven.
- 2005 – Return to Fingall: inserita nell'edizione limitata di Home.

## B-Side
Elenco dei brani pubblicati come b-side:
- Head in the Hear: b-side del singolo Breathless
- Judy: b-side del singolo Breathless
- Would You Be Happier? (Alternative version): b-side del singolo Would You Be Happier?
- Pebble in the Brook: b-side del singolo Goodbye (2006 Remix)
- Lifting Me: inserito nell'omonimo singolo speciale realizzato per lo spot della Pepsi.

## Cover e tributi
Di seguito l'elenco dei brani di altri artisti reinterpretati dai Corrs e registrati in studio:
- Black is the Colour
- Brid Og Ni Mhaille
- Buachaill on Eirne
- Dimming of the Day
- Dreams: realizzata per l'album Legacy: A Tribute To Fleetwood Mac's Rumours.
- Heart Like a Wheel
- Little Wing: registrata insieme ai The Chieftains.
- Looking in the Eyes of Love: inserita nell'edizione speciale di In Blue.
- Moorlough Shore
- My Lagan Love
- Old Town
- Peggy Gordon
- Spancill Hill
- The Winner Takes It All: inserita nell'album tributo ABBAmania.
- When The Stars Go Blue: registrata insieme a Bono.

Cover eseguite solo live:
- 1999
- Auld lang syne
- Everybody Hurts
- God Only Knows: eseguita insieme a Brian Wilson.
- Happy Xmas
- No Frontiers
- 'O surdato 'nnammurato: eseguita insieme a Luciano Pavarotti.
- Oh Little Town of Bethlehem
- Only Love Can Break Your Heart
- Ruby Tuesday: eseguita insieme a Ron Wood
- Silent Night
- Summer Wine: eseguita insieme a Bono.
- The Long and Winding Road
- Whe Are Family

## Brani non ufficiali
Elenco dei brani mai registrati in studio ed eseguiti dai Corrs nei loro primi concerti e durante il Forgiven, Not Forgotten Tour:
- More Than Ever Before
- Mystery of You
- On Your Own

## Colonne sonore
| Anno | Canzone                                       | Film/Telefilm                             |
| ---- | --------------------------------------------- | ----------------------------------------- |
| 1996 | Forgiven, Not Forgotten                       | Beverly Hills 90210 ep. 6x16              |
| 1996 | Runaway                                       | Baywatch ep. 7x03                         |
| 1998 | On My Father's Wing Looking Through Your Eyes | La spada magica - Alla ricerca di Camelot |
| 1999 | Intimacy                                      | Dawson's Creek                            |
| 1999 | So Young                                      | Mad Cows                                  |
| 2000 | So Young                                      | Where the Heart Is                        |
| 2000 | One Night                                     | Mad About Mambo                           |
| 2001 | At Your Side                                  | Say It Isn't So                           |
| 2001 | Breathless                                    | I Soprano                                 |
| 2001 | Rebel Heart                                   | Rebel Heart                               |
| 2001 | All the Love in the World                     | I perfetti innamorati                     |
| 2005 | Breathless                                    | The Wedding Date                          |
| 2005 | Summer Sunshine                               | Beach Girls                               |

## Collaborazioni

### Collaborazioni con altri artisti
Elenco delle collaborazioni con altri artisti non presenti nei loro album/singoli:
- 1995 – Just in Time (Paul Brady feat. The Corrs)
- 1999 – I Know My Love (The Chieftans feat. The Corrs)
- 1998 – Ooh La La (Rod Stewart feat. The Corrs)
- 1999 – It's Only Rock‘N'Roll (artisti vari)
- 2001 – Canto alla Vita (Josh Groban feat. The Corrs)
- 2001 – Me Iré, Una Noche, The Hardest Day (Alejandro Sanz feat. The Corrs)
- 2003 – C'mon, C'mon (Sheryl Crow feat. The Corrs)
- 2004 – The Opus Tree (John Hughes feat. The Corrs)

### Collaborazioni di altri artisti
Elenco delle collaborazioni di altri artisti presenti nei loro album o singoli:
- 1997 – Little Wing (The Corrs feat. The Chieftains)
- 2004 – Borrowed Heaven (The Corrs feat. Ladysmith Black Mambazo)
- 2004 – Time Enough For Tears (brano scritto da Gavin Friday, Bono e Maurice Seezer)
- 2006 – When The Stars Go Blue (The Corrs feat. Bono)

## Videografia

### Album video
| Anno | Titolo |
| ---- | --- |
| 1999 | The Corrs: Live at the Royal Albert Hall - Pubblicato il 14 giugno 1999 - Etichetta: Warner Music Studio - Diretto da Janet Fraser-Cook              |
| 2000 | Unplugged - Pubblicato il 28 febbraio 2000 - Etichetta: Warner Music Studio - Diretto da Elizabeth Barret                                            |
| 2000 | The Corrs: Live at Lansdowne Road - Pubblicato il 27 novembre 2000 - Etichetta: Warner Music Vision - Diretto da Nick Wickham, Ciarán Tanham         |
| 2001 | The Corrs: Live in London - Pubblicato il 5 novembre 2001 - Etichetta: Warner Music Vision - Diretto da Hamish Hamilton                              |
| 2002 | The Best of The Corrs - The Videos - Pubblicato il 2 dicembre 2002 - Etichetta: Warner Music Vision - Diretto da The Corrs                           |
| 2005 | The Corrs: Live in Geneva - Pubblicato il 14 novembre 2005 - Etichetta: Warner Music Vision - Diretto da Ciarán Tanham                               |
| 2005 | All the Way Home: A History of The Corrs - Pubblicato il 14 novembre 2005 - Etichetta: Warner Music Vision - Diretto da Rob O'Connor e Ciarán Tanham |

### Altri video
Altri video dove compaiono i Corrs:
- 1991 – The Commitments
- 1996 – Beverly Hills 90210: episodio 6x16 I fratellastri di Steve
- 1998 – Pavarotti & Friends for the Children of Liberia
- 2002 – Party At The Palace - The Queen's Golden Jubilee
- 2002 – South Africa Freedom Day: Concert On The Square
- 2003 – Out Of Ireland
- 2004 – 46664 The Event
- 2004 – Alejandro Sanz – Los Videos 1991-2004

### Videoclip
| Anno | Titolo                                         | Diretto da             | Produttore                    |
| ---- | ---------------------------------------------- | ---------------------- | ----------------------------- |
| 1995 | Runaway                                        | Randee St. Nicholas    | Sharon Ullman                 |
| 1996 | Forgiven, Not Forgotten                        | Mark Gerard            | Ulla Holler                   |
| 1996 | The Right Time                                 | Kevin Bray             | Doug Friedman                 |
| 1996 | Love to Love You                               |                        |                               |
| 1997 | Only When I Sleep                              | Nigel Dick             | Nina Dluhy                    |
| 1997 | I Never Loved You Anyway                       | Dani Jacobs            |                               |
| 1998 | Dreams                                         | Dani Jacobs            | Phil Barnes                   |
| 1998 | What Can I Do?                                 | Catherine Finkenstaedt |                               |
| 1998 | Dreams (Todd Terry Mix)                        | Dani Jacobs            | Phil Barnes                   |
| 1998 | What Can I Do? (Tin Tin Out Remix)             |                        |                               |
| 1998 | So Young (K-Klass Remix)                       | Dani Jacobs            | Liz Miller                    |
| 1999 | I Know My Love (dei The Chieftains)            |                        |                               |
| 1999 | Runaway (Tin Tin Out Remix)                    | Dani Jacobs            | Phil Barnes                   |
| 1999 | Radio (Unplugged)                              | Nick Wickham           | Emer Patten                   |
| 1999 | Old Town (this boy is cracking up) (Unplugged) | Nick Wickham           | Emer Patten                   |
| 1999 | At Your Side (Unplugged)                       | Nick Wickham           | Emer Patten                   |
| 2000 | Breathless                                     |                        | N. Dluhy e J. Fried           |
| 2000 | Irresistible                                   | Joseph Kahn            | Mary Ann Tanedo               |
| 2000 | Give Me a Reason                               |                        |                               |
| 2001 | Una Noche (con Alejandro Sanz)                 | Nick Wickham           | Emer Patten                   |
| 2001 | One Night (con Alejandro Sanz)                 | Nick Wickham           | Emer Patten                   |
| 2001 | The Hardest Day (di Alejandro Sanz)            |                        |                               |
| 2001 | All the Love in the World                      | Darren Grant           | Jil Hardin e Lanette Phillips |
| 2001 | Would You Be Happier?                          | Dani Jacobs            |                               |
| 2002 | When The Stars Go Blue                         | Hamish Hamilton        |                               |
| 2004 | Summer Sunshine                                | Kevin Godley           |                               |
| 2004 | Angel                                          | Nigel Dick             |                               |
| 2004 | Long Night                                     | Dani Jacobs            |                               |
| 2015 | Bring On The Night                             | Ian Forbes             |                               |

1. 1 2  Oltre al videoclip ufficiale è stato girato anche una versione alternativa.
2. ↑  Ci sono tre versioni: album version, remix version e japan version.
3. 1 2  Oltre al videoclip ufficiale è stato girato anche una versione alternativa on the road con filmati registrati durante il Borrowed Heaven Tour.